# Microanimal

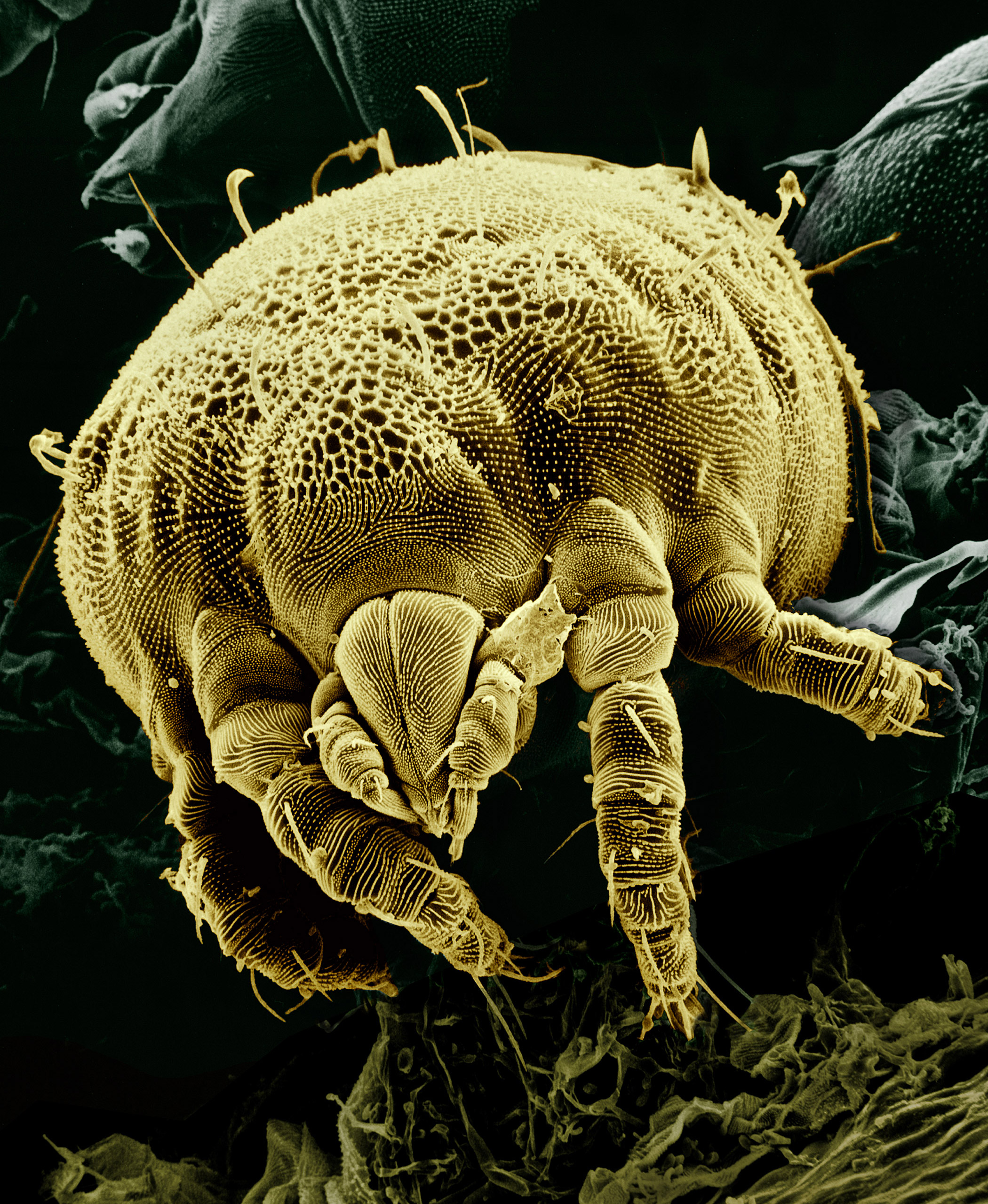
Un arácnido microscópico Lorryia formosa

Los microanimales son animales tan pequeños que solo pueden observarse visualmente con un microscopio. A diferencia de la mayoría de los otros microorganismos, que son unicelulares, los microanimales son multicelulares, como todos los demás animales.
Los filos notables incluyen:
- Microscópicos artrópodos, incluidos los ácaros del polvo, los ácaros de araña, y algunos crustáceos tales como copépodos y cierta Cladocera.
- Tardígrados ("osos de agua")
- Rotíferos, que son alimentadores por filtración que generalmente se encuentran en agua dulce.
- Algunas especies de nematodos.[1]
- Muchas loricifera, incluidas las especies anaeróbicas recientemente descubiertas, pasan toda su vida en un ambiente anóxico.[2][3]